# Chaetococcus sulcii
Chaetococcus sulcii är en insektsart som först beskrevs av Green 1934.  Chaetococcus sulcii ingår i släktet Chaetococcus och familjen ullsköldlöss. Inga underarter finns listade i Catalogue of Life.